# Couilly-Pont-aux-Dames
Couilly-Pont-aux-Dames est une commune française située dans le département de Seine-et-Marne en région Île-de-France.
Au dernier recensement de 2022, la commune comptait 2 131 habitants.

## Géographie

### Localisation

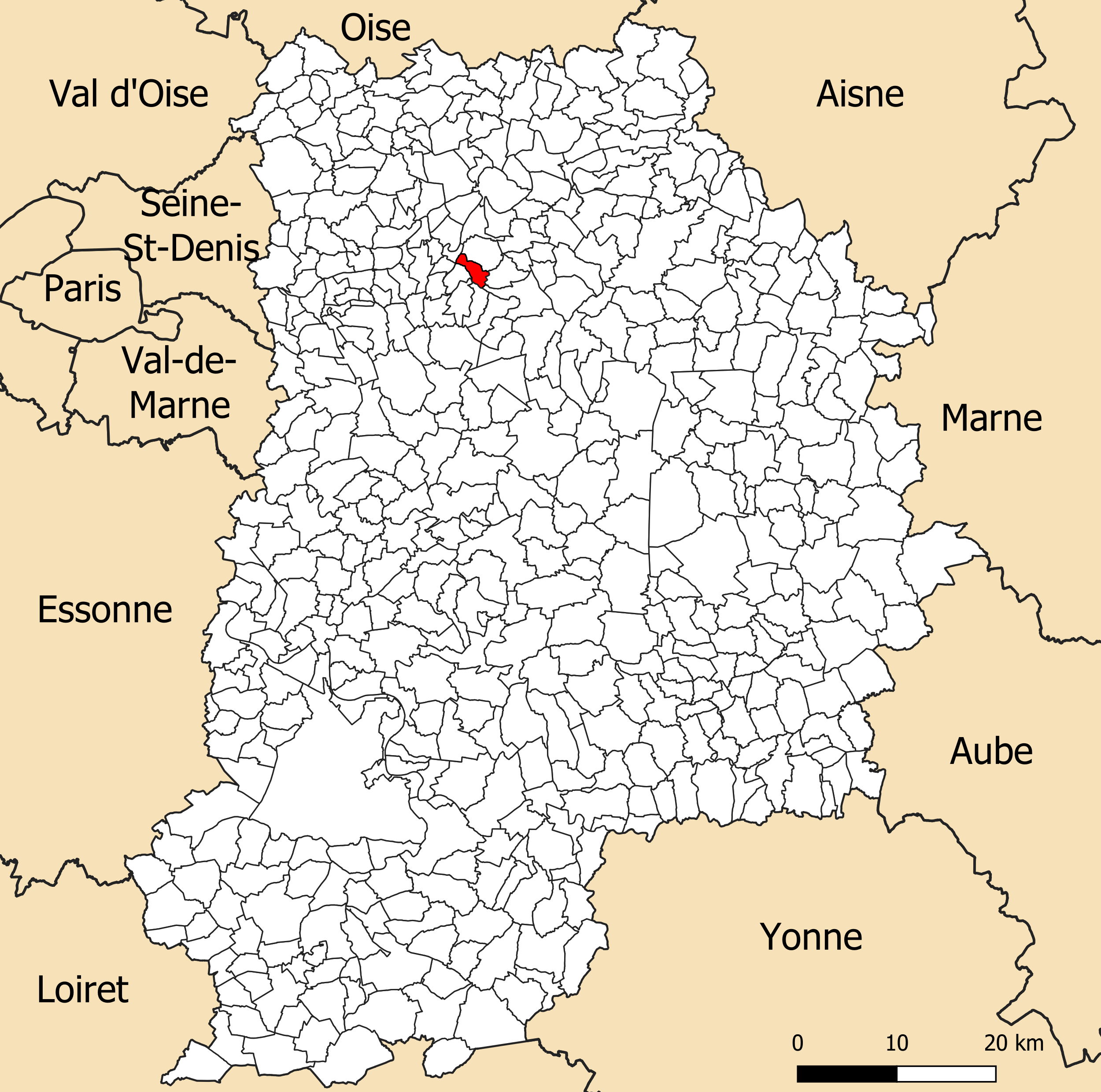
Localisation de la commune de Couilly-Pont-aux-Dames dans le département de Seine-et-Marne

Couilly-Pont-aux-Dames est située à 10 km au sud de Meaux sur la rive droite du Grand Morin.

### Communes limitrophes
La commune est limitrophe de : Quincy-Voisins, Saint-Germain-sur-Morin, Bouleurs, Condé-Sainte-Libiaire, Villiers-sur-Morin, et avec quelques mètres au cadastre, Montry et Coutevroult.
| Condé-Sainte-Libiaire   | Quincy-Voisins                 |                   |
| Montry                  | Couilly-Pont-aux-Dames         | Bouleurs          |
| Saint-Germain-sur-Morin | Villiers-sur-Morin Coutevroult | Crécy-la-Chapelle |

### Hydrographie

#### Réseau hydrographique

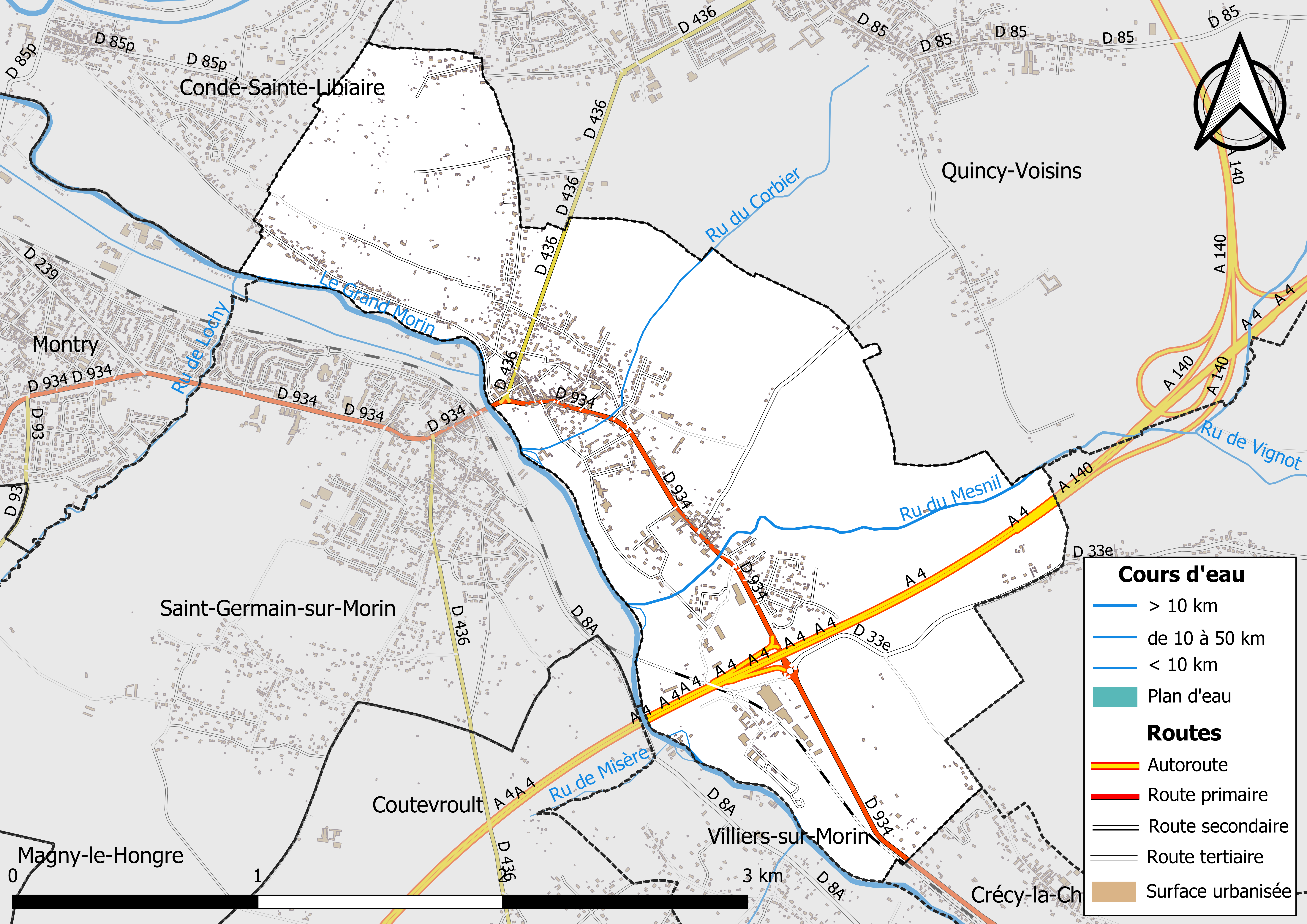
Carte des réseaux hydrographique et routier de Couilly-Pont-aux-Dames.

Le réseau hydrographique de la commune se compose de huit cours d'eau référencés :
- la rivière le Grand Morin, longue de 118,16 km[1], affluent en rive gauche de la Marne, marque la limite sud-ouest de la commune, ainsi que :
  - un bras[2] de 0,10 km[3] ;
  - un bras[2] de 0,19 km[4] ;
  - un bras[2] de 0,21 km[5] ;
  - un bras[2] de 0,17 km[6] ;
  - le ru du Mesnil, 9,40 km[7], conflue avec le Grand Morin près de Pont-aux-Dames ;
  - le ru du Corbier, 2,36 km[8], conflue avec le Grand Morin au moulin de Talmé[9] ;
- le canal du Grand Morin, latéral au Grand Morin, de 3,37 km[10], qui se jetait, jusqu'en 1963, dans le  Canal de Meaux à Chalifert au niveau de la commune de Esbly ;

Par ailleurs, son territoire est également traversé par l’aqueduc de la Dhuis.
La longueur totale des cours d'eau sur la commune est de 6,11 km.

#### Gestion des cours d'eau
Afin d’atteindre le bon état des eaux imposé par la Directive-cadre sur l'eau du 23 octobre 2000, plusieurs outils de gestion intégrée s’articulent à différentes échelles : le SDAGE, à l’échelle du bassin hydrographique, et le SAGE, à l’échelle locale. Ce dernier fixe les objectifs généraux d’utilisation, de mise en valeur et de protection quantitative et qualitative des ressources en eau superficielle et souterraine. Le département de Seine-et-Marne est couvert par six SAGE, au sein du bassin Seine-Normandie.
La commune fait partie du SAGE « Petit et Grand Morin », approuvé le 21 octobre 2016. Le territoire de ce SAGE comprend les bassins du Petit Morin (630 km2) et du Grand Morin (1 185 km2). Le pilotage et l’animation du SAGE sont assurés par le syndicat Mixte d'Aménagement et de Gestion des Eaux (SMAGE) des 2 Morin, qualifié de « structure porteuse ».

### Climat
Pour des articles plus généraux, voir Climat de l'Île-de-France et Climat de Seine-et-Marne.
En 2010, le climat de la commune est de type climat océanique dégradé des plaines du Centre et du Nord, selon une étude du CNRS s'appuyant sur une série de données couvrant la période 1971-2000. En 2020, Météo-France publie une typologie des climats de la France métropolitaine dans laquelle la commune est exposée à un climat océanique altéré et est dans la région climatique Nord-est du bassin Parisien, caractérisée par un ensoleillement médiocre, une pluviométrie moyenne régulièrement répartie au cours de l’année et un hiver froid (3 °C).
Pour la période 1971-2000, la température annuelle moyenne est de 11,1 °C, avec une amplitude thermique annuelle de 15,4 °C. Le cumul annuel moyen de précipitations est de 715 mm, avec 11,8 jours de précipitations en janvier et 7,9 jours en juillet. Pour la période 1991-2020, la température moyenne annuelle observée sur la station météorologique la plus proche, située sur la commune de Changis-sur-Marne à 14 km à vol d'oiseau, est de 11,9 °C et le cumul annuel moyen de précipitations est de 710,1 mm,. Pour l'avenir, les paramètres climatiques de la commune estimés pour 2050 selon différents scénarios d'émission de gaz à effet de serre sont consultables sur un site dédié publié par Météo-France en novembre 2022.

### Milieux naturels et biodiversité
Aucun espace naturel présentant un intérêt patrimonial n'est recensé sur la commune dans l'inventaire national du patrimoine naturel,,.

## Urbanisme

### Typologie
Au 1er janvier 2024, Couilly-Pont-aux-Dames est catégorisée ceinture urbaine, selon la nouvelle grille communale de densité à sept niveaux définie par l'Insee en 2022.
Elle appartient à l'unité urbaine de Bailly-Romainvilliers, une agglomération intra-départementale regroupant quatorze  communes, dont elle est une commune de la banlieue,,. Par ailleurs la commune fait partie de l'aire d'attraction de Paris, dont elle est une commune de la couronne,. Cette aire regroupe 1 929 communes,.

### Occupation des sols
L'occupation des sols de la commune, telle qu'elle ressort de la base de données européenne d’occupation biophysique des sols Corine Land Cover (CLC), est marquée par l'importance des territoires agricoles (45,4 % en 2018), en diminution par rapport à 1990 (47,9 %). La répartition détaillée en 2018 est la suivante : 
terres arables (44,3% ), zones urbanisées (32,5% ), forêts (22% ), prairies (0,6% ), zones agricoles hétérogènes (0,6 %).
Parallèlement, L'Institut Paris Région, agence d'urbanisme de la région Île-de-France, a mis en place un inventaire numérique de l'occupation du sol de l'Île-de-France, dénommé le MOS (Mode d'occupation du sol), actualisé régulièrement depuis sa première édition en 1982. Réalisé à partir de photos aériennes, le Mos distingue les espaces naturels, agricoles et forestiers mais aussi les espaces urbains (habitat, infrastructures, équipements, activités économiques, etc.) selon une classification pouvant aller jusqu'à 81 postes, différente de celle de Corine Land Cover,,. L'Institut met également à disposition des outils permettant de visualiser par photo aérienne l'évolution de l'occupation des sols de la commune entre 1949 et 2018.

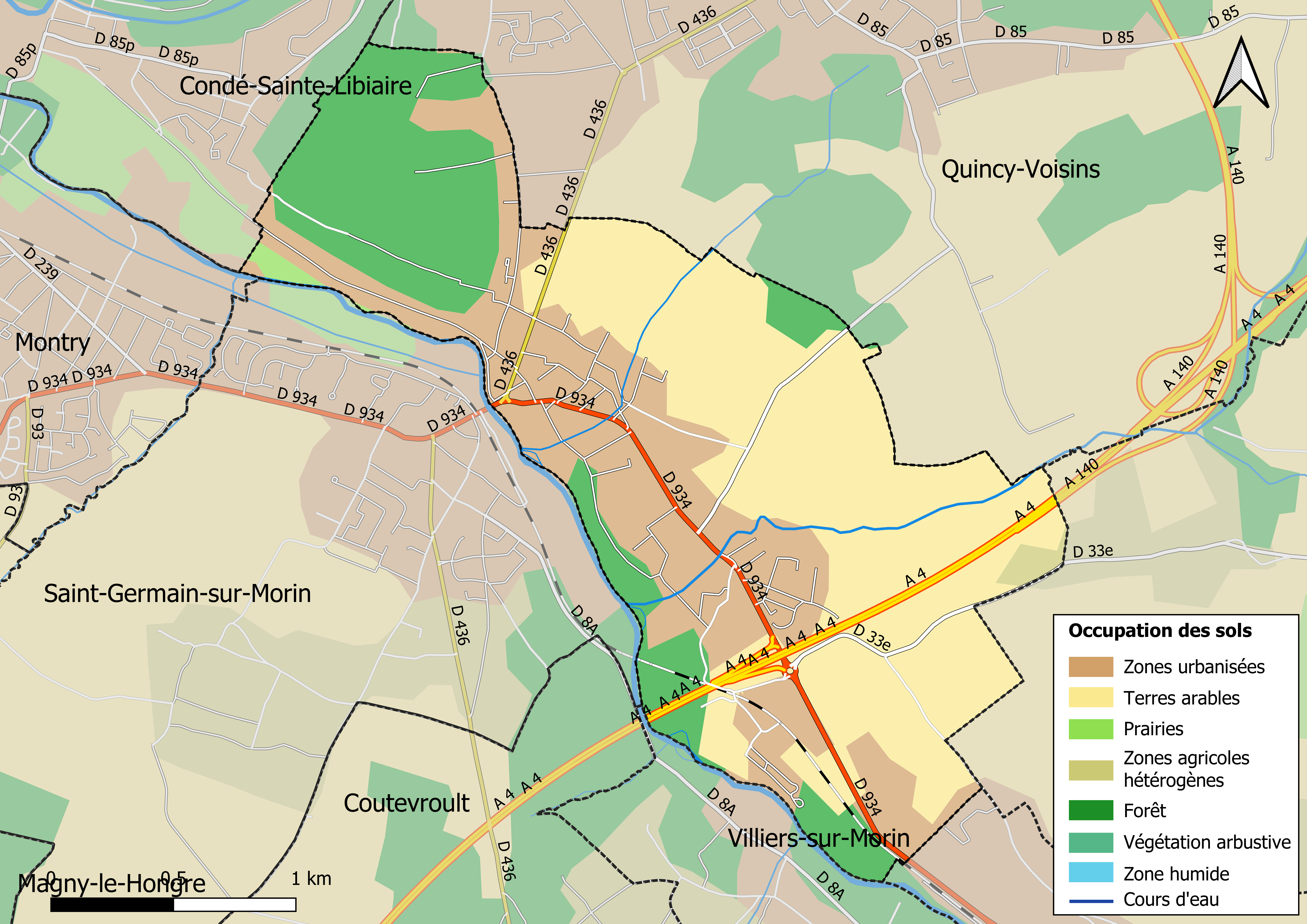
Carte des infrastructures et de l'occupation des sols en 2018 (CLC) de la commune.
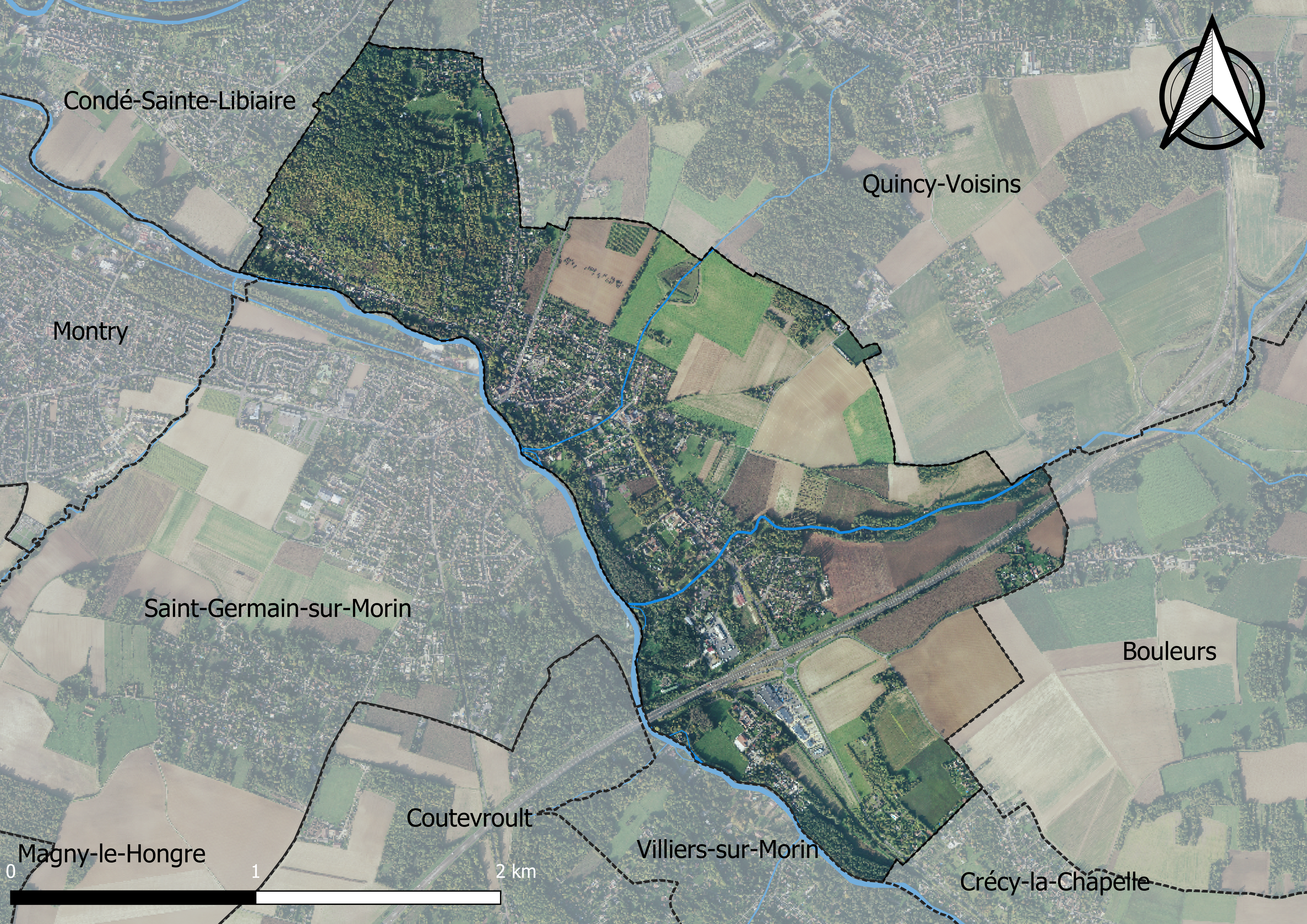
Carte orhophotogrammétrique de la commune.

### Planification
La loi SRU du 13 décembre 2000 a incité les communes à se regrouper au sein d’un établissement public, pour déterminer les partis d’aménagement de l’espace au sein d’un SCoT, un document d’orientation stratégique des politiques publiques à une grande échelle et à un horizon de 20 ans et s'imposant aux documents d'urbanisme locaux, les PLU (Plan local d'urbanisme). La commune est dans le territoire du SCOT Pays créçois, approuvé le 18 décembre 2019.
La commune, en 2019, avait engagé l'élaboration d'un plan local d'urbanisme, qui en date du 1er novembre de la même année était approuvé et mis en place.

### Lieux-dits et écarts
La commune compte 44 lieux-dits administratifs répertoriés consultables ici dont Martigny (source : le fichier Fantoir).

### Logement
En 2017, le nombre total de logements dans la commune était de 879 dont 85 % de maisons (maisons de ville, corps de ferme, pavillons, etc.) et 14,1 % d'appartements.
Parmi ces logements, 90,3 % étaient des résidences principales, 2,7 % des résidences secondaires et 7 % des logements vacants.
La part des ménages fiscaux propriétaires de leur résidence principale s'élevait à 83,4 % contre 14 % de locataires dont, 0,1 % de logements HLM loués vides (logements sociaux) et, 2,6 % logés gratuitement.

### Voies de communication et transports

#### Transports
La commune est desservie par :
- la gare de Couilly - Saint-Germain - Quincy du T14 (liaison Esbly - Crécy-la-Chapelle anciennement branche de la ligne P du Transilien) ;
- le réseau de bus Brie et 2 Morin, avec les lignes 4, 12 et 19 ;
- le réseau de bus Meaux et Ourcq, avec les lignes 12, 70 et 73.

## Toponymie
Le nom Colliacum ou Coulliacum est attesté très tôt dans plusieurs documents administratifs, notamment dans une charte de Charles le Chauve en 853, puis au cours des siècles suivants sous les formes Cuelly, Coully-en-Brie et Couilly. Il s'agit vraisemblablement d'une formation toponymique gauloise ou gallo-romaine. Le second élément est apparemment le suffixe d'origine gauloise *-(i)āko devenu *-(I)ACU en gallo-roman et généralement latinisé en -(i)acum, -(i)aco, -(i)acus dans les textes. Suffixe locatif à l'origine, il désigne à l'époque romaine la propriété.
Albert Dauzat et Charles Rostaing estiment que le premier élément Couill- est issu de l'anthroponyme latin Colius, explication reprise par Ernest Nègre. Ils postulent tous un *Coli-acu. Cependant, cette tradition des études toponymiques depuis d'Henri d'Arbois de Jubainville qui consiste à expliquer le premier élément des noms en -acum par un nom de personne est de plus en plus remise en question par les toponymistes modernes, notamment à la lumière des nouvelles connaissances apportées sur la langue gauloise. Michel Roblin pense que Couilly provient du latin collis, « colline ».
Le nom de Couilly-Pont-aux-Dames est né du rattachement du village de Couilly au hameau de Pont-aux-Dames, par délibération du conseil municipal le 26 juin 1929. Situé dans la partie est du village actuel, ce hameau s’appelait "Hameau du Rus". Il a changé de  nom  après  l’installation  de l’abbaye des religieuses bernardines et est devenu Pont-aux-Dames.

## Histoire
Il est question de Couilly dans une charte de Charles le Chauve datant de 853, en faveur de l'abbaye des Fossés qui deviendra plus tard Saint-Maur. En 1096, les religieux de l'abbaye de Saint-Germain-des-Prés qui possédaient des terrains sur la rive gauche du Morin, offrirent à l'église de Couilly des reliques de saint Georges qui prit ce saint comme vocable. En 1100, Couilly et Saint-Germain-lès-Couilly formaient deux paroisses distinctes tout en étant à l'origine qu'un seul et même bourg séparé par un pont sur le Morin. Le territoire originel de ce bourg s'étendait loin car Montry et Esbly en ont été séparés pour les ériger en cures au XIIe siècle.
Dépendance de la châtellenie de Crécy, Couilly était entouré de fossés de défense. Les seigneurs qui régnèrent sur Couilly sont les mêmes que ceux de Crécy, de Hugues de Montlhéry à la maison de Châtillon jusqu'au rois de France jusqu'au XVIIIe siècle. À cette date, François Boula seigneur de Quincy s'en rendit acquéreur. Le 8 avril 1762, la terre de Couilly cesse d'appartenir à la couronne. Louis XV la cède, avec d'autres possessions, en échange de la principauté de Dombes au comte d'Eu, dont hérite en 1775 le duc de Penthièvre qui en sera le dernier seigneur.
Début août 1590, lors du siège de Paris par le roi de Navarre, les troupes de la ligue catholique du duc de Mayenne s'emparent de la Ferté-sous-Jouarre, Meaux, et Couilly où eut lieu un combat afin de venir délivrer Paris assiégée. Couilly souffrit des exactions des diverses troupes durant la Fronde.
Près du pont qui sépare Couilly de Saint-Germain existait au début du XIIIe siècle un Hôtel-Dieu, dont les logis furent affectés en 1226 à la fondation d'une abbaye bénédictine de femmes dédiée à Notre-Dame, expliquant l'origine du déterminant complémentaire Pont-Nostre-Dame puis Pont-aux-Dames, l'abbaye ayant été transférée au hameau de Rus (ou Rue) qui est rebaptisé Pont-aux-Dames. Le déplacement de l'abbaye est peut-être lié à une crue de la rivière. Le changement de nom de la commune de Couilly en Couilly-Pont-aux-Dames n'intervient cependant qu'à la suite de délibérations du conseil municipal le 26 juin 1929, officialisées par un arrêté du 21 janvier 1930.
En 1590, après la bataille d'Ivry, sa cavalerie légère étant à Charenton, Henri IV ordonna à son maréchal de camp M. de Givry d'aller à Couilly avec 300 ou 400 chevaux et quelques arquebusiers, ainsi que 700 ou 800 reîtres. En effet, ses ennemis, les troupes de Charles de Mayenne envoyées par la Ligue, devront obligatoirement passer à Couilly pour lui faire lever le siège.

### Histoire de ses églises
Il existait, au XIe siècle, une église déjà ancienne, et face à cette même église, sur la rive gauche du Grand Morin, se trouvait une autre église qui fut donnée par l'évêque de Meaux Gauthier II de Chambly, en 1096, à l'abbaye de Saint-Germain-des-Prés de Paris ; elle en prit le nom, ainsi que le village : Saint-Germain ou Saint-Germain-sous-Couilly, et Montry et Esbly dépendirent de cette paroisse.
Quelque temps après, l'église paroissiale de Couilly, sur la rive droite du Grand Morin, reçut des reliques du saint martyr Georges (dont le corps serait venu d'Espagne vers le milieu du IXe siècle) et prit le nom d'église Saint-Georges.

### Histoire de son ancienne abbaye cistercienne
Hugues de Châtillon, comte de Saint-Paul, seigneur de Crécy, et sa femme Marie d'Avesnes, fondent en 1226, une abbaye, appelée initialement abbaye du Pont ou du Pont Notre-Dame. L'abbaye du Pont-aux-Dames (Pons Dominarum), paroisse de Couilly (châtellenie de Crécy), diocèse de Meaux, était une abbaye cistercienne de femmes. Elle fut établie dans une Maison-Dieu au hameau du Pont à Couilly, sur le Grand Morin, et transférée, par ses fondateurs en 1239, dans le hameau de Rus, qui prit le nom de Pont-aux-Dames ; quant à l'ancien lieu, il porta le nom de Pré de l'Hôtel-Dieu.
Gaucher de Châtillon, seigneur de Crécy, cède la châtellenie au roi, en janvier 1289. Et par des chartes de juin, 1294 et 1299, l'abbaye obtint la dîme du pain et du vin dépensée par l'Hôtel du roi, Philippe le Bel, la reine Jeanne de Champagne, ou leur fils aîné, lors de leurs séjours royaux à Crécy-en-Brie, Becoisel-en-Brie (château de Becoiseau), Crèvecœur-en-Brie, ou Villeneuve-le-Comte. L'abbaye constituait un lieu d'internement pour de grandes dames tombées en disgrâce, ainsi en 1774, Madame du Barry y fut exilée après la mort de Louis XV, pour près d'un an.
L'abbaye devient bien national à la Révolution, où vendue en novembre 1792, elle subit des dégâts. L'armée prend possession des lieux et la saccage. Le 24 août 1796, l'endroit est acheté par Pierre Roëser de Crécy-en-Brie. Aujourd'hui, on trouve à son emplacement, la Maison de retraite des artistes de Pont-aux-Dames, achevée en 1905. La communauté des religieuses portait : « d'azur à un pont de trois arches et demies d'argent, sur une rivière du même et sur ce pont une Vierge ».

## Politique et administration

### Rattachements administratifs et électoraux
La commune fait partie de l'arrondissement de Meaux du département de Seine-et-Marne, en région Île-de-France. Pour l'élection des députés, elle dépend de la cinquième circonscription de Seine-et-Marne.
La commune faisait partie du canton de Crécy-la-Chapelle. Dans le cadre du redécoupage cantonal de 2014 en France, la commune fait désormais partie du canton de Serris.

### Intercommunalité
La commune était membre depuis 2013 de la communauté de communes du Pays Créçois.
Celle-ci est dissoute et ses communes réparties, le 1er janvier 2020, entre plusieurs intercommunalités. C'est ainsi que Couilly-Pont-aux-Dames a intégré, à cette date, la communauté d'agglomération Coulommiers Pays de Brie.

### Politique locale
À la suite de démissions de conseillers municipaux liées à des mésententes avec le maire, Jean-Louis Vaudescal, des élections municipales sont organisées en avril 2017. La liste du maire sortant obtient la majorité absolue dès le premier tour, avec 486 voix, soit près de 62 % des suffrages exprimés, et 16 des 19 sièges de conseillers municipaux.  La liste d’Agnès Dupie, son ancienne adjointe à l’urbanisme, et celle de Stéphane Renouard ont respectivement obtenu 21 % des voix (soit deux conseillers municipaux) et 17 % de voix (un conseiller municipal). Lors des élections municipales de 2020, la liste menée par le maire sortant, Jean-Louis Vaudescal, étant la seule en lice, est élue dès le premier tour malgré un taux d'abstention de 69,81 %

### Liste des maires
| Période                 | Période                    | Identité                 | Étiquette   | Qualité |
| ----------------------- | -------------------------- | ------------------------ | ----------- | --- |
| 1792                    | Non connue                 | Boivin                   |             | |
| 1793                    | Non connue                 | Alexandre Perrier        |             | |
| 1794 (6 brumair an III) | Non connue                 | Thomas Alleaume          |             | Ancien directeur de la Poste aux lettres |
| 1797                    | Non connue                 | Claude Fromentin         |             | |
| 1800                    | 1823                       | Philippe Boivin          |             | |
| 1823                    | 1833                       | Nicolas Guay             |             | |
| 1833                    | 1854                       | Pierre Germain Berthault |             | |
| 1854                    | 1856                       | Charles Antoine Benoist  |             | |
| 1856                    | 1891                       | Cyprien Borgnon          |             | |
| 1891                    | 1892                       | Flory Judas              |             | |
| 1892                    | 1893                       | Honoré Fraison           |             | Élu maire après cinq tours |
| 1894                    | 1912                       | Cyprien Borgnon          |             | |
| 1912                    | 1917                       | Louis Serouge            |             | |
| 1917                    | 1919                       | Philéas Gilbert          |             | Cuisinier |
| 1919                    | 1929                       | Émile Defoix             |             | |
| 1929                    | 1935                       | Charles Gaillardon       |             | |
| 1935                    | 1937                       | Jean Héloir              |             | |
| Décembre 1937           | Janvier 1938               | M.Berthaux               |             | Délégation spéciale |
| 1938                    | 1942                       | Jean Héloir              |             | |
| 19 mai 1942             | 17 octobre 1943            | M.Bertrand               |             | Délégation spéciale |
| 17 octobre 1943         | 30 août 1944               | Eugène Léger             |             | Délégation spéciale |
| 30 août 1944            | Octobre 1944               | Eugène Léger             |             | Président du comité local de la Libération |
| Octobre 1944            | Mai 1945                   | Jean Héloir              |             | |
| 1945                    | 1958                       | Eugène Léger             |             | |
| 1958                    | 1959                       | Jeanne Lalanne           |             | |
| 1959                    | 1961                       | André Robert             |             | |
| 1961                    | 1965                       | Jean Duffour             |             | |
| mars 1965               | juin 1995                  | Robert Vallin            | UDF         | |
| juin 1995               | janvier 2006               | Philippe Erhard          | DL puis UMP | Ingénieur Démissionnaire |
| mars 2006               | En cours (au 12 juin 2020) | Jean-Louis Vaudescal     | DVD         | Ingénieur EDF Vice-président de la CC du Pays Créçois (2014 → 2019 ) Conseiller communautaire délégué de la CA Coulommiers Pays de Brie (2020 → ) Réélu pour le mandat 2020-2026, |

### Politique environnementale
La politique environnementale du village a plusieurs buts :
Réussir le projet de Parc naturel Régional des Deux Morin, dans lequel la commune est partie prenante au sein du Syndicat Mixte d'Étude et de Programmation (SMEP) chargé de la rédaction de la charte, c’est élaborer et faire respecter un Plan Local d'Urbanisme qui garantisse le maintien des zones agricoles et boisées, tout en permettant un développement harmonieux et équilibré du village, la présence d'une zone commerciale et l'arrivée régulière de nouveaux habitants démontre le dynamisme, mais dans le respect du cadre de vie rural/urbain et des paysages si appréciés par la population.
C’est réussir la révision de la Zone de Protection du Patrimoine Urbain, Architectural et Paysager (ZPPAUP), définissant des zones de protection des espaces du village tout en y associant des règlements "de bon sens" au niveau urbanisme. C'est l'outil de protection durable et indispensable contre les incitations à l'urbanisation de masse.
L’environnement, c’est aussi traduire dans la vie quotidienne les axes d’amélioration que la société souhaite développer en matière de qualité de vie :
C’est réussir dans la collecte et le traitement des déchets, en respectant et en s'engageant dans la démarche de tri sélectif, c’est savoir mettre en œuvre une politique de l’eau adaptée : l’assainissement , le développement de réseaux collectifs.
C'est contribuer à la mise en place de moyens de déplacements doux (au travers du PLU) mais aussi participer à la mise en place de moyens de transports en commun au travers des projets mis en place par l’ancienne communauté de communes du Pays Créçois et l’actuelle communauté d’agglomération Coulommiers Pays de Brie.
L'environnement, c'est accepter de s'engager dans la démarche d'identification et de protection de la biodiversité sur le village :
Par le respect des Espaces Naturels Sensibles actuels (la frayère du Marais) mais aussi par l'engagement à la création de nouveaux ENS comme sur le massif des terres blanches.
Par la participation à des études de recensement de la biodiversité sur le village, par exemple au travers du projet de PNR.

### Distinctions et labels
En 2002, la commune a reçu le label « Ville Internet @ », confirmé en 2010.

## Équipements et services

### Eau et assainissement
L’organisation de la distribution de l’eau potable, de la collecte et du traitement des eaux usées et pluviales relève des communes. La loi NOTRe de 2015 a accru le rôle des EPCI à fiscalité propre en leur transférant cette compétence. Ce transfert devait en principe être effectif au 1er janvier 2020, mais la loi Ferrand-Fesneau du 3 août 2018 a introduit la possibilité d’un report de ce transfert au 1er janvier 2026,.

#### Assainissement des eaux usées
En 2020, la gestion du service d'assainissement collectif de la commune de Couilly-Pont-aux-Dames est assurée par  le SMA de Couilly-Pont-aux-Dames St-Germain/Morin pour la collecte, le transport et la dépollution. Ce service est géré en délégation par une entreprise privée, dont le contrat arrive à échéance le 31 décembre 2028,,.
L’assainissement non collectif (ANC) désigne les installations individuelles de traitement des eaux domestiques qui ne sont pas desservies par un réseau public de collecte des eaux usées et qui doivent en conséquence traiter elles-mêmes leurs eaux usées avant de les rejeter dans le milieu naturel. Le SMA de Couilly-Pont-aux-Dames St-Germain/Morin assure pour le compte de la commune le service public d'assainissement non collectif (SPANC), qui a pour mission de vérifier la bonne exécution des travaux de réalisation et de réhabilitation, ainsi que le bon fonctionnement et l’entretien des installations. Cette prestation est déléguée à l'entreprise Veolia, dont le contrat arrive à échéance le 31 décembre 2028,.

#### Eau potable
En 2020, l'alimentation en eau potable est assurée par le SMAEP de Thérouanne, Marne et Morin (TMM) qui en a délégué la gestion à la SAUR, dont le contrat expire le 30 juin 2023,,.

## Population et société

### Démographie
L'évolution du nombre d'habitants est connue à travers les recensements de la population effectués dans la commune depuis 1793. Pour les communes de moins de 10 000 habitants, une enquête de recensement portant sur toute la population est réalisée tous les cinq ans, les populations de référence des années intermédiaires étant quant à elles estimées par interpolation ou extrapolation. Pour la commune, le premier recensement exhaustif entrant dans le cadre du nouveau dispositif a été réalisé en 2004.

En 2022, la commune comptait 2 131 habitants, en évolution de −1,98 % par rapport à 2016 (Seine-et-Marne : +3,92 %, France hors Mayotte : +2,11 %).
| 1793 | 1800 | 1806 | 1821 | 1831 | 1836 | 1841 | 1846 | 1851 |
| ---- | ---- | ---- | ---- | ---- | ---- | ---- | ---- | ---- |
| 729  | 824  | 831  | 757  | 721  | 670  | 699  | 682  | 660  |

| 1856 | 1861 | 1866 | 1872 | 1876 | 1881 | 1886 | 1891 | 1896 |
| ---- | ---- | ---- | ---- | ---- | ---- | ---- | ---- | ---- |
| 608  | 642  | 634  | 569  | 552  | 580  | 543  | 559  | 584  |

| 1901 | 1906 | 1911 | 1921 | 1926 | 1931 | 1936 | 1946 | 1954 |
| ---- | ---- | ---- | ---- | ---- | ---- | ---- | ---- | ---- |
| 556  | 627  | 604  | 644  | 685  | 724  | 731  | 660  | 723  |

| 1962 | 1968 | 1975  | 1982  | 1990  | 1999  | 2004  | 2006  | 2009  |
| ---- | ---- | ----- | ----- | ----- | ----- | ----- | ----- | ----- |
| 720  | 850  | 1 037 | 1 273 | 1 635 | 1 897 | 2 007 | 2 028 | 2 106 |

| 2014  | 2019  | 2022  | - | - | - | - | - | - |
| ----- | ----- | ----- | - | - | - | - | - | - |
| 2 181 | 2 097 | 2 131 | - | - | - | - | - | - |

### Sports
Le village possède un club de football : le FC COSMO 77, né de la fusion des clubs de Couilly/StGermain et de Montry/Condé en juin 2016, en un seul club unique dont le siège se situe à Couilly-Pont-aux-Dames. Ce regroupement a permis de renforcer et de stabiliser les équipes fanions et jeunes respectives. Cela a permis aussi de faire évoluer le football féminin par l’accueil et la formation des joueuses. Le FC COSMO comprend 400 licenciés répartis dans toutes les catégories d’U6 à Vétérans. L’activité du football se pratique dans les communes associées par un système de rotation chaque week-end pour les rencontres et des entraînements qui se déroulent sur les deux stades de Couilly et de Montry.
Le village possède également un club de tir à l’Arc : La compagnie d'arc de Couilly-Pont-aux-Dames, qui existe depuis le 20 mai 1773 (d’après les archives connues à ce jour). Elle a pour but de pratiquer et promouvoir le tir a l'Arc. La Compagnie a à sa disposition plusieurs équipements situés rue du Stade à Couilly-Pont-aux-Dames :
- La salle permanente permettant le tir en intérieur
- 1 Jeu Beursault
- 1 terrain extérieur permettant de s'entraîner de 5 m à 70 m (tir olympique)

Le village possède aussi :
Un club de karaté : le C.K.C. Karaté,
Un club de badminton : avec l'A.S.C.B.L,
Ainsi qu’un club de gymnastique : avec le GYM EPMS d’entretien.

## Économie

### Revenus de la population et fiscalité
En 2017, le nombre de ménages fiscaux de la commune était de 746, représentant 1 983 personnes et la  médiane du revenu disponible par unité de consommation  de 27 180 €.

### Emploi
En 2017 , le nombre total d’emplois dans la zone était de 490, occupant 1 000 actifs  résidants.
Le taux d'activité de la population (actifs ayant un emploi) âgée de 15 à 64 ans s'élevait à 71,6 % contre un taux de chômage de 5,8 %. 
Les 22,6 % d’inactifs se répartissent de la façon suivante : 11,6 % d’étudiants et stagiaires non rémunérés, 5,6 % de retraités ou préretraités et 5,5 % pour les autres inactifs.

### Secteurs d'activité

#### Entreprises et commerces
En 2018, le nombre d'établissements actifs était de 193 dont 7 dans l’industrie manufacturière, industries extractives et autres, 39 dans la construction, 56 dans le commerce de gros et de détail, transports, hébergement et restauration, 4 dans l’Information et communication, 1 dans les activités financières et d'assurance, 13 dans les activités immobilières, 36 dans les activités spécialisées, scientifiques et techniques et activités de services administratifs et de soutien, 20 dans l’administration publique, enseignement, santé humaine et action sociale et 17  étaient relatifs aux autres activités de services.
En 2019, 22 entreprises ont été créées sur le territoire de la commune, dont 15 individuelles.
Au 1er janvier 2021, la commune ne disposait pas d’hôtel et de terrain de camping.

#### Agriculture
Couilly-Pont-aux-Dames est dans la petite région agricole dénommée les « Vallées de la Marne et du Morin », couvrant les vallées des deux rivières, en limite de la Brie. En 2010, l'orientation technico-économique de l'agriculture sur la commune est la culture de céréales et d'oléoprotéagineux (COP).
Si la productivité agricole de la Seine-et-Marne se situe dans le peloton de tête des départements français, le département enregistre un double phénomène de disparition des terres cultivables (près de 2 000 ha par an dans les années 1980, moins dans les années 2000) et de réduction d'environ 30 % du nombre d'agriculteurs dans les années 2010. Cette tendance se retrouve au niveau de la commune où le nombre d’exploitations est passé de 2 en 1988 à 1 en 2010. Parallèlement, la taille de ces exploitations augmente, passant de 20 ha en 1988 à 51 ha en 2010.
Le tableau ci-dessous présente les principales caractéristiques des exploitations agricoles de Couilly-Pont-aux-Dames, observées sur une période de 22 ans : 
|                                      | 1988 | 2000 | 2010 |
| ------------------------------------ | ---- | ---- | ---- |
| Dimension économique,                |      |      |      |
| Nombre d’exploitations (u)           | 2    | 1    | 1    |
| Travail (UTA)                        | 4    | 3    | 3    |
| Surface agricole utilisée (ha)       | 39   | 58   | 51   |
| Cultures                             |      |      |      |
| Terres labourables (ha)              | s    | s    | s    |
| Céréales (ha)                        | s    | s    | s    |
| dont blé tendre (ha)                 | s    | s    | s    |
| dont maïs-grain et maïs-semence (ha) | s    | s    | s    |
| Tournesol (ha)                       | 0    |      |      |
| Colza et navette (ha)                | 0    | s    | s    |
| Élevage                              |      |      |      |
| Cheptel (UGBTA)                      | 3    | 6    | 7    |

## Culture locale et patrimoine

### Lieux et monuments

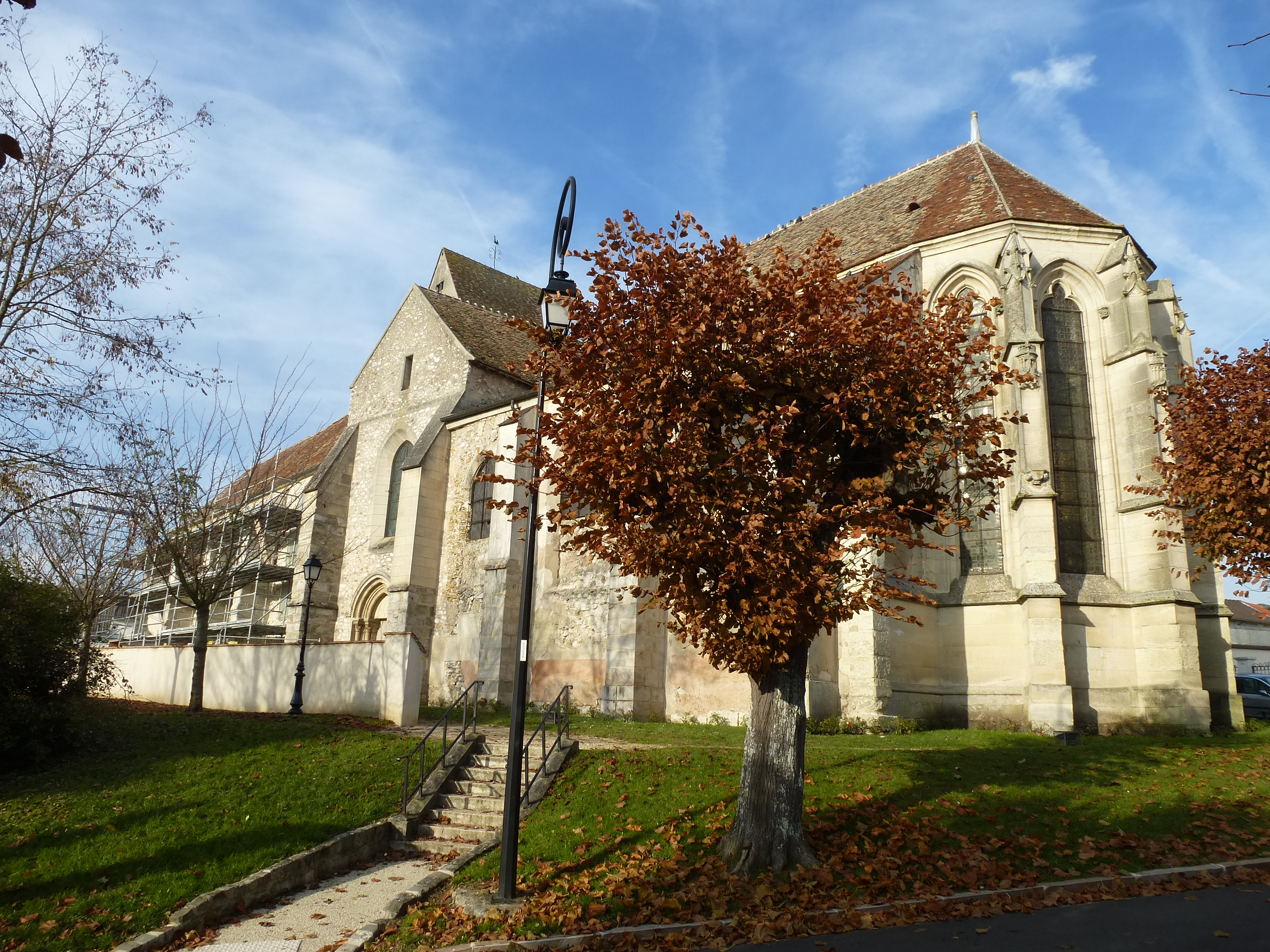
L'église Saint-Georges.

- L'église Saint-Georges,  Classé MH (1906)[86],[87]. La Vierge à l'Enfant, provenant de l'ancienne abbaye du Pont-aux-Dames, est une copie moderne[88] de l'original acquis par le Metropolitan Museum à New York[89].
- L'abbaye du Pont-aux-Dames, aujourd’hui détruite qui était un monastère cistercien fondé en 1226 et dissout en 1790. Après être devenue bien national sous la Révolution, elle fut vendue en novembre 1792, où elle subit des dégâts. L'armée prend possession des lieux et la saccage. Le 24 août 1796, l'endroit est acheté par Pierre Roëser de Crécy-en-Brie qui la fit détruire pour récupérer la pierre pour la vendre, aujourd’hui ne subsiste que le mur d’enceinte.

- La Maison de retraite des artistes de Pont-aux-Dames construite par Constant Coquelin, président de la Société de secours mutuels des artistes fondée en 1840 par le baron Isidore Taylor, qui désirait créer une maison pour les vieux comédiens. Elle est construite sur l'emplacement de l'ancienne abbaye, qui avait accueilli l'exil de Madame du Barry, à la mort de Louis XV, avant d'être vendue et rasée. 
Les premiers pensionnaires entrent dans la maison le 1er avril 1905. Aujourd'hui, la maison de retraite des artistes de Pont-aux-Dames[90] est une œuvre sociale de la Mutuelle nationale des artistes.
La maison, construite sur les plans de l'architecte Binet (exposition universelle de 1900), est de style Art nouveau, et décorée de fresques élégantes du peintre Bordessous de Bellefeuille. La première pierre fut posée par Pierre Waldeck-Rousseau, le 25 juillet 1903[91], et la maison de retraite fut inaugurée le 25 mai 1905[92]. En 1990, elle est prée-inventoriée à l'inventaire des Monuments historiques[93]. Cette maison ne peut être actuellement visitée, sauf le jour de la Journée du Patrimoine. Les riches collections de souvenirs de théâtre ont été conservées et peuvent être prêtées pour des expositions organisées par des musées.
- Monument aux morts de Seine-et-Marne lors de la guerre de 1870, sur une proposition d'Auguste Louvrier de Lajolais[94][réf. nécessaire], offert, selon la plaque de dédicace, par E. Walter le 15 octobre 1909[95].

- Monument aux morts communal des Première et Seconde Guerres mondiales, inauguré le dimanche 13 août 1922 et signé par un architecte régional, M. Sabin[96].

### Couilly-Pont-aux-Dames dans les arts
Il est fait référence de la commune de Couilly-Pont-aux-Dames dans le film Mon Idole avec Guillaume Canet et François Berléand.
Couilly-Pont-aux-Dames a servi de lieu de tournage à Adieu Berthe de Bruno Podalydès.

### Personnalités liées à la commune
- Gaucher V de Châtillon meurt au début du long règne de Philippe VI de France en 1329 et est inhumé à Couilly-Pont-aux-Dames à l'abbaye du Pont-aux-Dames, auprès de son grand-père Hugues de Châtillon, qui fonda ladite abbaye en 1226.
- Jehan Soulas, fils d'un serf affranchi en 1396, procureur au parlement de Paris[98],[99],[100].
- Blanche de France (1328-1393), inhumée dans la nécropole royale de la basilique de Saint-Denis, tandis que son cœur est déposé dans la cathédrale Sainte-Croix d'Orléans et ses entrailles à l'abbaye du Pont-aux-Dames.
- Auguste Stanislas Lebobe (1790-1858), homme politique né à Couilly-Pont-aux-Dames, député de Seine-et-Marne de 1842 à 1846.
- Constant Coquelin (1841-1909), de la Comédie-Française, président de la Société de secours mutuels des artistes, fonda la Maison de retraite des artistes dramatiques et y termina sa vie.
- Le cuisinier et auteur culinaire Philéas Gilbert y est mort en 1942.
- L'acteur Paul André Rigoult, dit André Marnay (1877-1964) est mort dans la commune.
- L'acteur Paul Préboist (1927-1997), est enterré dans le village.
- Jacques Préboist (1923-1999), le frère de Paul Préboist, également acteur et qui vécut à la maison de retraite des artistes, est inhumé à côté de son frère.
- Ariane Borg (Roubaix, 24 août 1915 - Couilly-Pont-aux-Dames, 16 avril 2007) est une comédienne française des années 1930 et 1940.
- L'acteur Pierre Mirat y est mort le 16 juillet 2008.
- La chanteuse Marie Bizet y est morte le 10 juillet 1998. Elle y est enterrée.
- L'acteur Charles Vissières (1880-1960) y est enterré.
- L'actrice Andrée Champeaux (1905-2006) y est morte.
- Le chanteur Graeme Allwright (1926-2020) y est mort[101].
- Le comédien et homme de radio Maurice Vamby (1927-2014), qui vécut à la maison de retraite des artistes, est inhumé dans le village.

### Héraldique
|  | Les armes de la ville se blasonnent ainsi : coupé au 1) d’argent à Saint-Georges sur son cheval terrassant de sa lance un dragon renversé, le tout d’azur, au 2) d’azur au pont en dos d’âne de trois arches d’argent, celle du milieu plus grande, maçonné de sable. |